# Легутко, Рышард
Рышард Антоний Легутко (пол. Ryszard Antoni Legutko; р. 24 декабря 1949, Краков) — польский ученый и политик. Депутат Европейского парламента с 2009, член партии «Право и справедливость».
Изучал английскую филологию (1973) и философию (1976) в Ягеллонском университете. В 1991 году он получил докторскую степень, в 1998 году получил звание профессора гуманитарных наук. В 2003 году он был назначен профессором.
Он является преподавателем Ягеллонского университета. Он специализируется на политической и социальной философии, античной философии и истории философии. Член коллегии «Invisibile».
В 80-е годы он редактировал подпольный журнал «Arka» в Кракове. До октября 2005 года он занимал должность президента образовательного общества Научный центр политической мысли, в 1992 году он стал его соучредителем.
С 2005 по 2007 он был членом Сената.
С 13 августа по 16 ноября 2007 года он занимал пост министра образования в правительстве Ярослава Качиньского.
С 4 декабря 2007 по 16 апреля 2009 он был госсекретарем в канцелярии президента Леха Качиньского.
В своей книге The Demon in Democracy (2016) описал шок от того, что бегство Польши из-под коммунистического контроля в 1989 году не было бегством в царство свободы: "Каким бы невероятным это ни казалось, последний год упадка коммунизма был более свободолюбивым, чем период после установления нового порядка..."

### Толкования трудов Платона
- Fedon (1995, 2018)
- Eutyfron (1998)
- Obrona Sokratesa (2003)
- Kriton (2017)

### Публикации
- Bez gniewu i uprzedzenia (1989; Nagroda PEN Clubu)
- Platona krytyka demokracji (1990)
- Nie lubię tolerancji: szkice i felietony (1993)
- Spory o kapitalizm (1994)
- Etyka absolutna i społeczeństwo otwarte (1994; Nagroda im. Andrzeja Kijowskiego)
- Frywolny Prometeusz (1995) – zbiór felietonów
- I kto tu jest ciemniakiem (1996) – zbiór felietonów
- Tolerancja. Rzecz o surowym państwie, prawie natury, miłości i sumieniu (1997; Nagroda Ministra Edukacji Narodowej)
- Czasy wielkiej imitacji (1998) – zbiór felietonów
- Złośliwe demony (1999) – zbiór felietonów
- O czasach chytrych i prawdach pozornych (1999) – zbiór esejów
- Society as a Department Store: Critical Reflections on the Liberal State (2002)
- Raj przywrócony (2005) – zbiór esejów
- A demokrácia csúfsága (pol. Niegodziwość demokracji, 2005)
- Podzwonne dla błazna (2006) – zbiór esejów
- Traktat o wolności (2007)
- Esej o duszy polskiej (2008, 2012; wyd. w jęz. rum.: Eseu despre sufletul polonez, Casa Cartii de Stiinta, Kluż-Napoka 2018, ISBN 978-606-17-1349-3[4])
- Ošklivost demokracie a jiné eseje (pol. Brzydota demokracji i inne eseje, 2009)
- Triumf człowieka pospolitego (2012; wydanie w jęz. ang.: The Demon in Democracy: Totalitarian Temptations in Free Societies, Encounter Books, Nowy Jork 2016, ISBN 9781594038631; wydanie w jęz. niem.: Der Dämon der Demokratie – Totalitäre Strömungen in liberalen Gesellschaften, Karolinger, Wiedeń 2017, ISBN 9783854181767; wyd. w jęz. rum.: Triumful omului de rând, Casa Cartii de Stiinta, Kluż-Napoka 2017, ISBN 978-606-17-1228-1[5])
- Antykaczyzm (2013)
- Sokrates (2013; Nagroda Literacka im. Józefa Mackiewicza)
- Polska, Polacy i suwerenność (2014) – zbiór felietonów

## Книги
- Legutko, Ryszard (1990). Plato’s Critique of Democracy.
- ——— (1993). Nie lubię tolerancji : szkice i felietony [I Don't Like Tolerance: Sketches and Columns].
- ——— (1997). Toleration.
- ——— (2007). A Treatise on Liberty.
- ——— (2008). An Essay on the Polish Soul.
- ——— (2013). Socrates.
- ——— (2016). The Demon in Democracy: Totalitarian Temptations in Free Societies. ISBN 1-59403863-5.[14]
- Эссе Legutko, Ryszard (January–February 2016). "Letter from Warsaw". Quadrant. 60 (1–2): 70–72.

## Награды
- Орден Белого орла — 2024, Польша[6]
- Орден Заслуг – 2008, Португалия[7]
- Награда им. Григория I – 2019[8]